# Мохначи (Черниговская область)
Мохначи́ (укр. Мохначі) — село в Репкинском районе Черниговской области Украины.  Стоит на реке Муравля.  Население 214 человек. Занимает площадь 0,83 км².
Код КОАТУУ: 7424485201. Почтовый индекс: 15040. Телефонный код: +380 4641.

## Власть
Орган местного самоуправления — Мохначеский сельский совет. Почтовый адрес: 15040, Черниговская обл., Репкинский р-н, с. Мохначи, ул. Советская, 8. Тел.: +380 (4641) 48-4-40; факс: 4-84-40.